# Flugunfall der Sabena bei Léopoldville
Der Flugunfall der Sabena bei Léopoldville ereignete sich am 27. August 1949. An diesem Tag verunfallte eine Douglas DC-3/C-47B-5-DK der Sabena (OO-CBK), mit der ein Inlandslinienflug von Léopoldville nach Elizabethville durchgeführt werden sollte, in der Anfangssteigflugphase. Bei dem Unfall kamen fünf von 20 Personen an Bord ums Leben.

## Maschine
Das Flugzeug war eine Douglas DC-3/C-47B-5-DK. Die Maschine mit der Werknummer 26045, ursprünglich 14600, wurde während des Zweiten Weltkrieges im Werk der Douglas Aircraft Company in Oklahoma City, Oklahoma gebaut und am 19. September 1944 mit dem militärischen Luftfahrzeugkennzeichen 43-48784 an die United States Army Air Forces (USAAF) ausgeliefert. Nach dem Zweiten Weltkrieg wurde die Maschine durch die USAAF als Überbestand kategorisiert und ausgeflottet. Zunächst war ein Verkauf des Flugzeugs mit dem neuen, belgischen Luftfahrzeugkennzeichen OO-AUV an einen unbekannten Besteller geplant, das Geschäft kam jedoch nicht zustande. Schließlich übernahm am 3. Dezember 1946 die Sabena die Maschine und ließ sie mit dem Kennzeichen OO-CBK zu. Das zweimotorige Mittelstreckenflugzeug wurde von zwei Doppelsternmotoren Pratt & Whitney R-1830-90C Twin Wasp mit je 1.200 PS Leistung angetrieben.

## Passagiere und Besatzung
Den Flug nach Elizabethville hatten 17 Passagiere angetreten. An Bord der Maschine befand sich darüber hinaus eine dreiköpfige Besatzung, bestehend aus einem Flugkapitän, einem Ersten Offizier und einem Bordfunker.

## Unfallhergang
Der Unfall ereignete sich um 07:45 Uhr morgens. Kurz nach dem Start vom Flughafen Leopoldville erreichte die Maschine nicht die vorgesehene Steigleistung. Als mit der Maschine eine flache Rechtskurve geflogen wurde, kam es zu einem Strömungsabriss und die Maschine stürzte ab, überschlug sich und blieb auf der Rumpfoberseite liegen. Bei dem Unfall wurde die dreiköpfige Besatzung getötet, außerdem starben zwei Passagiere.

## Ursache
Bei der Unfalluntersuchung wurde festgestellt, dass nach dem Start ein Leistungsverlust an den Triebwerken eintrat. Es wurde festgestellt, dass der Treibstoff mit Wasser verunreinigt war. Darüber hinaus wurden starke Bleiablagerungen an den Zündkabeln entdeckt. Es wurde vermutet, dass einer dieser Faktoren – oder deren Zusammenwirken – den Leistungsverlust verursacht hatte.